# Campofontana
Campofontana (Canpo in veneto, Funtà in cimbro) è una località dei Monti Lessini nel comune di Selva di Progno in provincia di Verona. È una località molto frequentata dai turisti soprattutto nel periodo estivo e in quello invernale nelle feste di Natale, in quest'ultimo anche perché in località Roncari viene allestito un presepe vivente famoso in tutto il Veneto.

## Storia
Le origini di Campofontana non sono chiare. Si crede che nella preistoria ci fosse la presenza di un castelliere. In epoca romana questo territorio si spopolò notevolmente per poi riacquistare abitanti nel medioevo.

## Geografia Fisica

### Territorio
Il paese di Campofontana si trova a 1224 m s.l.m. Si trova nella Lessinia Orientale nelle Prealpi Venete al confine con i comuni di Vestenanova, Badia Calavena, Crespadoro, Velo Veronese ed il Trentino-Alto Adige. Il punto più alto si trova sul Monte Lobbia che svetta con i suoi 1672 metri.

### Clima
Il territorio di Campofontana, essendo frazione di Selva di Progno, è classificato climaticamente all'interno della fascia F. Abbiamo un inverno abbastanza rigido con temperature che possono toccare anche i -15 °C con una media attorno allo 0 °C. Nel 1985 si raggiunsero i -25 °C. Durante l'estate la temperatura non supera mai i 20-25 °C. Le precipitazioni piovose sono in media di 1200 ml e la neve spesso supera i 50 cm in paese e può arrivare anche ad 1 metro nelle cime più alte.

#### Aree naturali e siti archeologici
- Campofontana fa parte del Parco della Lessinia, che valorizza le bellezze paesaggistiche che lo circonda.

### Arte e Cultura
- Chiesa di San Giorgio le prime notizie sono del secolo XIV poi ampliata e modificata nel suo asse principale.
- Cimitero con bellissime lapidi dei primi del Novecento opere di artista locale Griso Giorgio detto "Giorgio Signore".
- Da visitare la "Madonna de la Lobia", tipica scultura Cimbra in pietra locale e uno dei capitelli più belli della Lessinia meglio noto come "Capitel de Stémpe".
- In ogni contrada del paese è possibile vedere le famose "Colonnette Cimbre", testimonianza religiosa della popolazione locale.
- Ogni anno, in contrada Roncari, viene organizzato un presepe vivente famoso in tutto il Veneto (http://www.presepecampofontana.it/ Archiviato il 31 dicembre 2012 in Internet Archive.)
- Dal 29 agosto 2021, è operativo il NUOVO OSSERVATORIO ASTRONOMICO del Gruppo GASTROFILI - https://www.gastrofili.it
- Luogo di nascita di suor Pura Pagani (in causa di beatificazione) e meta di pellegrinaggio nel locale cimitero dove è sepolta.[4]